# Cabanos
Cabanos, també conegut com cabanossi, o kabana, és una llonganissa seca i llarga que es fa generalment a partir de carn de porc de Polònia. Són fumats i poden tenir una textura suau o molt seca, segons la frescor. Solen ser força llargs, d'uns 60 cm, però molt prims, amb un diàmetre d'uns 1 cm, i plegar per la meitat, donant-los un aspecte característic. Les versions fetes de pollastre i gall dindi són comuns als mercats kosher i delicatese. Tenen un aroma fumat i poden ser suaus o molt secs i durs, segons la frescor.
El nom prové de "Kaban", un terme a l'est de Polònia que fa referència a un porc mascle jove, engreixat amb patates. El seu procés de preparació i el sabor i l'aroma són les característiques que defineixen els cabanos d'altres embotits.